# Atomo (personaggio)
Atomo (in inglese Atom) è un personaggio immaginario dei fumetti dell'universo della DC Comics, alter ego supereroistico di quattro diversi personaggi:
- Al Pratt (1940-1961);
- Ray Palmer (1961-presente);
- Adam Cray (1990-1992);
- Ryan Choi (2006-presente).

Il personaggio di Atomo ha avuto nel corso della storia del DC Universe diverse fasi di popolarità, alternando considerevole successo come negli anni sessanta e settanta a periodi con poche apparizioni, ma è sempre stato nel gruppo dei supereroi più importanti durante gli eventi editoriali della DC Comics. Molto spesso è apparso anche come membro di gruppi di supereroi, come la Justice Society of America, la Justice League e la Suicide Squad. È stato anche protagonista di varie serie a fumetti. In Italia è apparso spesso sulla più longeva collana di supereroi italiana, gli Albi del Falco. In Italia il volume Sword of the Atom edito dalla Labor, è noto tra i collezionisti come uno dei più rari albi di supereroi pubblicati in Italia (anche detto il "cartonato rosso").

## Versioni del personaggio

### Al Pratt
Il primo a impersonificare il personaggio fu Al Pratt, creato da Ben Flinton e Bill O'Connor ed esordito su All-American Comics n. 19 (ottobre 1940) della All-American Publications (che in seguito diverrà la DC Comics insieme ad altre compagnie). Era un eccezionale lottatore seppur di bassa statura, membro della Justice Society of America e dell'All-Star Squadron. È comparso anche in Crisi sulle Terre infinite ed è morto nella saga Ora zero scritta da Dan Jurgens.

### Ray Palmer
Durante il periodo noto come Silver Age, venne impersonificato dal fisico Ray Palmer, personaggio creato da Gardner Fox e Gil Kane nel 1961 sulle pagine di Showcase n. 34. Era capace di ridurre le proprie dimensioni a livello sub-atomico; membro della Justice League, è comparso in numerose testate della DC Comics e in moltissime saghe, come Crisi sulle Terre infinite, Ora zero, Il Cavaliere oscuro colpisce ancora, Vendicatori/JLA e Crisi d'identità, al termine della quale è scomparso; pare infatti che la sua ex moglie, Jean Loring, abbia usato la tecnologia che gli conferisce la capacità di rimpicciolirsi per uccidere Sue Dibny, moglie del suo amico Elongated Man.

### Adam Cray
La terza impersonificazione fu il personaggio Adam Cray, creato da John Ostrander nel 1990. Figlio di un senatore ucciso, assunse i poteri di Palmer e divenne membro della Suicide Squad. È morto durante il corso di una missione con la sua squadra.

### Ryan Choi
Quarta impersonificazione, Ryan Choi è stato creato nel 2006 da Gail Simone e Grant Morrison. Nato ad Hong Kong ed esperto in nanotecnologia, fu per molti anni amico di lettera di Ray Palmer; quando Palmer scomparve misteriosamente al termine di Crisi d'identità, Choi si recò negli States alla sua ricerca e in breve tempo ne prese il posto come supereroe.

## Poteri e abilità
Le varie impersonificazioni del personaggio possiedono capacità simili, dipendendo esse dalla tecnologia di cui sono attrezzati, che gli consente di rimpicciolirsi fino a raggiungere dimensioni subatomiche. Usando queste capacità, gli Atomo possono muoversi in maniera estremamente veloce cavalcando piccole particelle. Inoltre da minuscoli possiedono il completo controllo di tutte le molecole del loro corpo e possono rendersi talmente leggeri da volare cavalcando le correnti d'aria o così pesanti da rompere a pugni un muro di cemento. Possono anche camminare attraverso i campi elettromagnetici, dato che in diversi media specie i fumetti, lo si vede andare da un posto all'altro usando i cavi telefonici, cornette telefoniche, onde radio ecc ecc, dimostrando che qualsiasi dispositivo che usa i campi elettromagnetici, o gli stessi campi elettromagnetici li può usare come mezzo, per spostarsi in modo estremamente veloce a mo' di teletrasporto.